# جيليهمي فالادو غاما
جيليهمي فالادو غاما مواليد 25 يناير 1990، هو لاعب كرة يد برازيلي يلعب كظهير أيسر. يلعب حاليا مع نادي جرانوليريس لكرة اليد. مثل منتخب البرازيل لكرة اليد.

## سجل المنافسة
شارك في البطولات التالية:
- بطولة العالم لكرة اليد للرجال 2015